# Трагови: часопис за српске и хрватске теме
Трагови: часопис за српске и хрватске теме научни је часопис у идзању Српског народног вијећа и Архива Срба у Хрватској. Часопис се објављује два пута годишње као рецензирана научна публикација са отвореним приступом. Трагови објављују чланке из разних поддисциплина друштвених наука са фокусом на српске, хрватске и југословенске студије. Прве иницијативе за покретање часописа започеле су још 1993. године у периоду рата у Хрватској, али у том периоду нису уживале довољну друштвену потпору да би их се провело у дело. Приликом представљања првог броја часописа у Архиви Војводине у Новом Саду у фебруарѕ 2019. године главни уредник Дејан Јовић објаснио је мотивацију за оснивање часописа недостатком чланака у овом академском пољу и потребом супротстављања аматеризму и политичкој пропаганди. Како се велики део најквалтетнијих научних чланака о региону објављује у инострантсву на енглеском и другим великим језицима, часопис се објављује на хрватском или српском језику како би се оснажило и локално власништво и учествовање у научној производњи. Главни уредник ту је амбицију објаснио следећим речима;
- „Цијенимо што се о Србима и Хрватима много – и врло често паметно – пише на енглеском и другим језицима, али мислимо да је важно да не заостајемо у оним темама у којима бисмо требали предњачити. Желимо бити субјект, а не само објект, у великој (и мање-више трајној) дискусији о Србима и Хрватима и с њима повезаним темама.”[11]

Целовити чланци су индексирани и доступни кроз Онлајн библиотеку за централну и источну Европу (CEEOL) и Хрчак – Портал научних часописа Републике Хрватске. Графички дизајн часописа припрема загребачка фирма Парабиро. Часопис је представљен и на Клиофесту-фестивалу историје у Националној и универзитетској библиотеци у Загребу.